# I professori non mangiano bistecche
I professori non mangiano bistecche (Confidentially Connie) è un film del 1953 diretto da Edward Buzzell.

## Trama
La casalinga Connie Bedloe aspetta un figlio dal marito Joe, professore universitario; il basso stipendio del marito non permette alla coppia l'acquisto di carne, raccomandata in abbondanza dal ginecologo della donna. Improvvisamente arriva dal Texas il padre di Joe, Popi, importante allevatore di bovini, che non vede il figlio da quando abbandonò il ranch di famiglia a causa degli screzi avuti con lui. Deciso a lasciarsi i malumori alle spalle, Popi invita il figlio e la nuora a trasferirsi nel Texas; Joe inizialmente rinuncia per proseguire la sua "missione" di insegnare, ma rendendosi conto della difficolta finanziaria accetta con riserva il trasferimento. Decisione che cambia quando il rettore dell'università è in procinto di assegnare a Joe una promozione; Popi, però, in segreto invita l'uomo a desistere dalla scelta, adducendo che il figlio ha deciso di lasciare l'insegnamento per tornare a lavorare con lui nel ranch. Scoperto il retroscena, Joe rompe definitivamente col padre, che mortificato decide di riprendere il treno per il Texas; poco prima della partenza Joe viene a sapere che tutti i professori dell'istituto hanno ricevuto anonimamente un'offerta annua per migliorare i loro stipendi: si reca alla stazione per rinfacciare l'opera al padre, ma questi rivela che tale offerta era stata fatta quando lui aveva deciso di tornare nel Texas, prima di escogitare l'espediente per impedire la promozione, e soltanto a beneficio dei professori verso i quali aveva trovato una comprensione tutta nuova.

## Accoglienza

### Incasso
Il film non fu un successo al botteghino: a fronte di una spesa di produzione di 502.000 dollari, ne guadagnò 733.000.

### Critica
(Leo Pestelli)